# Chassepierre
Chassepierre  (en gaumais Tchespire/Tchèssepîre) est une section de la ville belge de Florenville située en Région wallonne dans la province de Luxembourg.
C'était une commune à part entière avant la fusion des communes de 1977
Le village fait partie de l'association qui regroupe les plus beaux villages de Wallonie.

## Toponymie
Le nom de Chassepierre trouve son origine dans le mot latin Casa petrea signifiant « maison en pierre » : le village est en effet surtout composé de maisons en pierre datant des XVIIIe et XIXe siècles.
Les habitants sont surnommés les soquets, issu du gaumais.

## Géographie
Le village est traversé à l’ouest par la route nationale 83 Arlon-Bouillon et bordé à l’est par la Semois, un affluent de la Meuse. Il est délimité au sud par la frontière française.
L'entité comprend les sections de Laiche, Azy et Le Ménil, qui faisaient déjà partie de l'ancienne commune et de la paroisse de Chassepierre.

## Démographie
- Source: INS recensements population

## Histoire
Cette commune fut importante déjà à l´époque carolingienne : En 888, le roi Arnulf confirmait à Francfort sur le Main au couvent  Ste. Marie d´Aix-La-Chapelle ses propriétés à "Casapetrea". Arnulf y confirmait des terres étant du couvent déjà entre 855 et 869 pendant le règne de l´empereur Lothar I. (MGH DArn no. 031)

## Patrimoine et culture

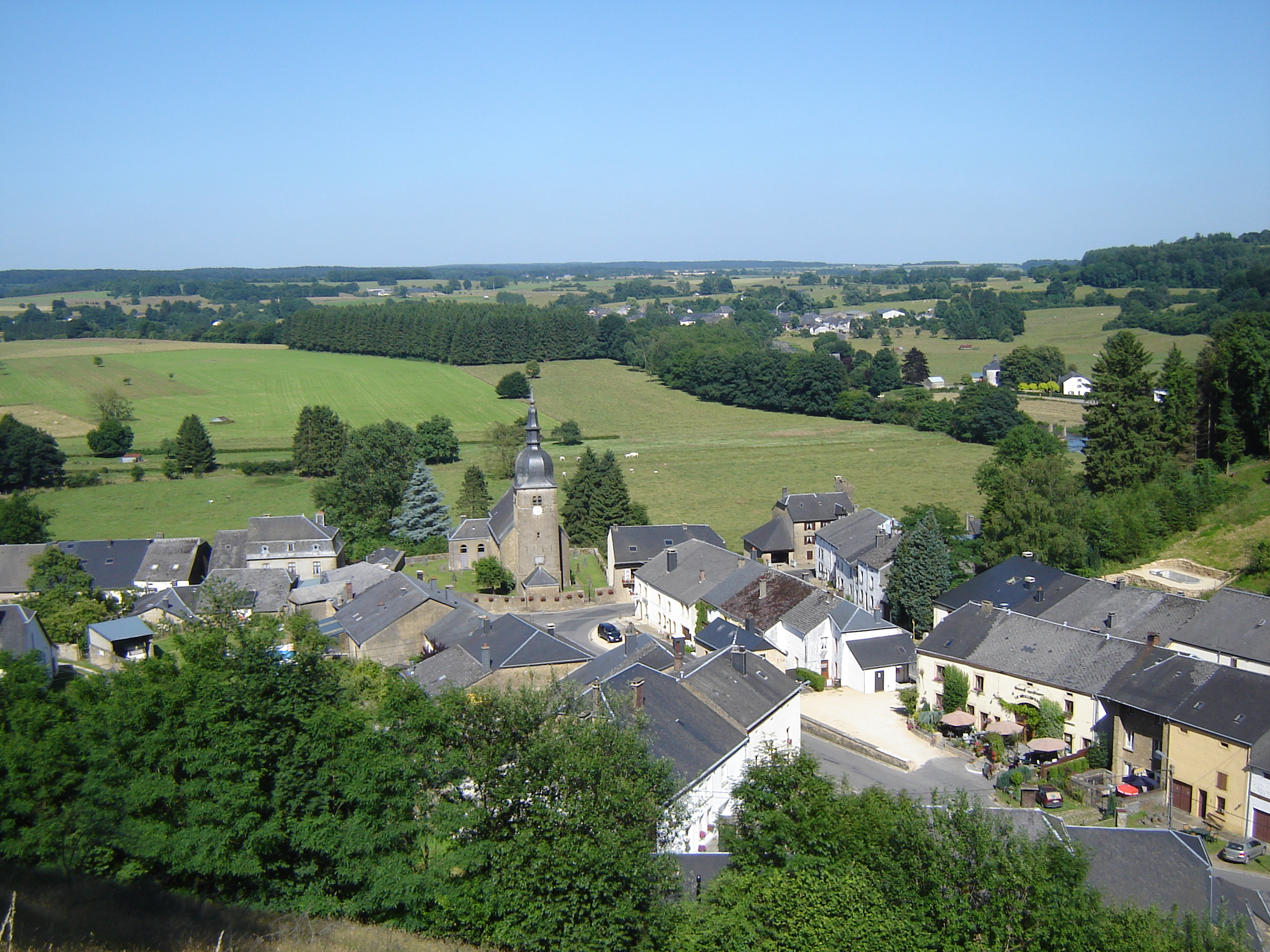
Panorama de Chassepierre.

### Patrimoine architectural
- L'église Saint-Martin, bâtie sur une vaste "cranière" (nom Gaumais pour un dépôt de tuf calcaire) et le presbytère construit vers 1790.
- Le lavoir de la seconde moitié du XIXe siècle situé rue Antoine.
- La ferme tricellulaire construite vers 1850 dont la façade est blanchie, située au no 84 de la rue Antoine.
- Les bâtiments de la fondation Marci datés de 1751 et sis au no 53 de la rue de Warlomont.

### Culture
Le village, renommé comme l'un des plus beaux de Belgique, est surtout célèbre pour son festival international des arts de la rue, plus communément appelé Fête des artistes, qui a lieu chaque année durant l'avant-dernier week-end d'août. Ce festival est le deuxième rendez-vous estival le plus important de Wallonie, après les Francofolies de Spa.

## Enseignement

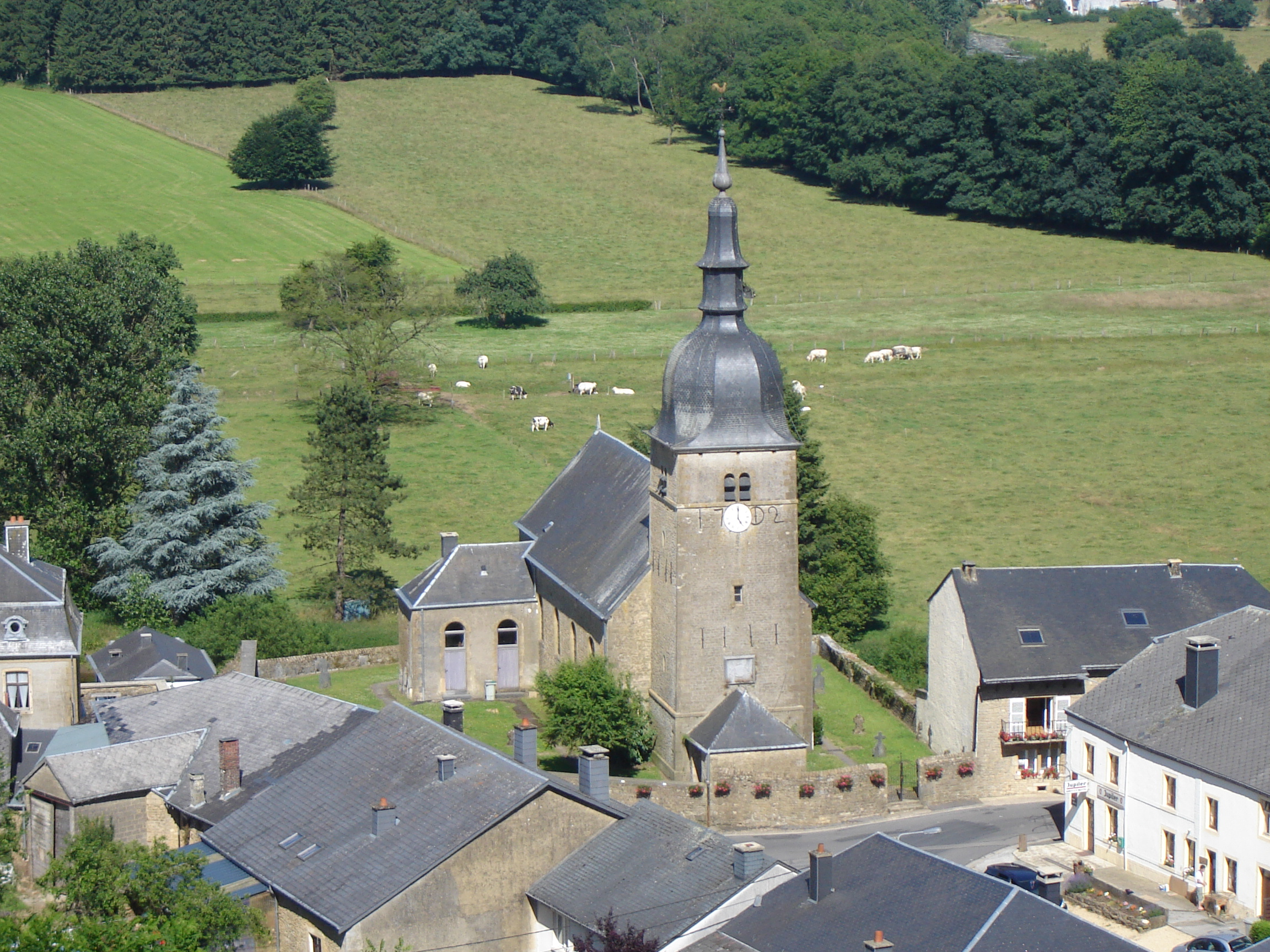
L'église Saint-Martin.

## Personnalités liées
- Jean-Vital Alexandre (1868-1914) : Curé de Mussy-la-Ville exécuté par les Allemands en 1914.
- Jules Massonnet (1879-1974) : Écrivain, pharmacien, sénateur et bourgmestre d'Arlon.